# تاتیانا گریگوریوا
تاتیانا گریگوریوا (انگلیسی: Tatiana Grigorieva؛ زادهٔ ۸ اکتبر ۱۹۷۵) ورزشکار دو و میدانی اهل استرالیا است.